# ТенорА XXI века
ТенорА XXI века — арт-проект в составе оперных певцов-теноров: Александр Захаров, Дмитрий Сибирцев, Александр Богданов, Михаил Урусов, Максим Пастер, Александр Скварко, Сергей Писарев, Эдуард Семёнов (умер в 2010), Александр Островский, Георгий Фараджев, Станислав Мостовой.
Проект создан в 2006-м году Дмитрием Сибирцевым, который привлёк в него своих постоянных партнёров, солистов московских оперных театров: Александра Богданова, Александр Скварко (Московский театр Новая Опера им. Е. В. Колобова.), Максим Пастер (Большой театр), Михаил Урусов (Академический музыкальный театра имени К. С. Станиславского и Вл. И. Немировича-Данченко), Эдуард Семёнов. Летом 2007 года к группе присоединился солист Большого театра Александр Захаров.
В 2010 году умер Эдуард Семёнов, после чего коллектив пополнили Георгий Фараджев, Сергей Писарев и Александр Островский.
В 2014 году в коллектив пришёл солист Большого театра Станислав Мостовой.
Во время выступлений на сцене присутствуют не менее четырёх участников проекта, каждый из которых обладает уникальным тембром голоса и темпераментом. В репертуаре коллектива оперные арии и эстрадные песни, выступление обычно завершается десятиминутным шуточным попурри на популярные мелодии от народных песен до рока.
«ТенорА XXI века» постоянно выступают в Государственном Кремлёвском дворце, Большом театре, Театре им. К. С. Станиславского и Немировича-Данченко, Малом театре, Театре Эстрады, в Концертном Зале имени П. И. Чайковского, Московском Международном Доме Музыки, Концертном Зале «Россия», Колонном Зале Дома Союзов и на многих других площадках Москвы.
Сольные концерты состоялись более чем в 50-ти городах России, а также в Риге, Вильнюсе, Минске, Алматы, Лимасоле, Охриде, Триесте, Вене, Нью-Йорке, Торонто, других городах США, Казахстана, Македонии, Италии, Кипра и Белоруссии.